# Fürth (Bayern) Hauptbahnhof
Fürth (Bayern) Hauptbahnhof vasútállomás Németországban, Bajorországban, Fürth településen. A német vasútállomás-kategóriák közül a második csoportba tartozik.

## Vasútvonalak
Az állomást az alábbi vasútvonalak érintik:
- Fürth (Bay) Hbf–Würzburg Hbf railway
- Nürnberg–Bamberg-vasútvonal
- Rangaubahn
- Nuremberg Rbf–Fürth Hbf railway
- Nuremberg Hbf–Fürth (Bay) Hbf railway

## Forgalom

### Regionális
| Járat / Vonatnem | VGN-Linie | Útvonal | Útvonal | Gyakoriság             |
| ---------------- | --------- | --- | --- | ---------------------- |
| RE               | R1        | Mainfrankenbahn: Würzburg – Rottendorf – Kitzingen – Neustadt (Aisch) – Siegelsdorf – Fürth – Nürnberg       | Mainfrankenbahn: Würzburg – Rottendorf – Kitzingen – Neustadt (Aisch) – Siegelsdorf – Fürth – Nürnberg       | 60 perces ütem         |
| RE               | R2        | Franken-Thüringen-Express: Nürnberg – Fürth – Erlangen – Bamberg                                             | – Schweinfurt – Würzburg                                                                                     | 120 perces ütem        |
| RE               | R2        | Franken-Thüringen-Express: Nürnberg – Fürth – Erlangen – Bamberg                                             | – Lichtenfels – Coburg – Sonneberg                                                                           | 60 perces ütem         |
| RE               | R2        | Franken-Thüringen-Express: Nürnberg – Fürth – Erlangen – Bamberg                                             | – Lichtenfels – Saalfeld – Jena                                                                              | 120 perces ütem        |
| RB               | R1        | Mainfrankenbahn: Neustadt (Aisch) – Emskirchen – Siegelsdorf – Fürth – Nürnberg                              | Mainfrankenbahn: Neustadt (Aisch) – Emskirchen – Siegelsdorf – Fürth – Nürnberg                              | 60 perces ütem         |
| RB               | R11       | Fürth – Zirndorf – Cadolzburg                                                                                | Fürth – Zirndorf – Cadolzburg                                                                                | 30-/60 perces ütem     |
| RB               | R12       | (Simmelsdorf-Hüttenbach / Neuhaus (Pegnitz) – Nürnberg –) Fürth – Siegelsdorf – Wilhermsdorf – Markt Erlbach | (Simmelsdorf-Hüttenbach / Neuhaus (Pegnitz) – Nürnberg –) Fürth – Siegelsdorf – Wilhermsdorf – Markt Erlbach | 60 perces ütem         |
| S-Bahn           | S1        | (Bamberg –) Forchheim – Erlangen – Fürth – Nürnberg – Lauf – Hersbruck (– Hartmannshof)                      | (Bamberg –) Forchheim – Erlangen – Fürth – Nürnberg – Lauf – Hersbruck (– Hartmannshof)                      | 20/40/(60) perces ütem |

### Távolsági
| Járat | Útvonal | Gyakoriság   |
| ----- | --- | ------------ |
| IC 17 | Wien – Passau – Regensburg – Nürnberg – Fürth – Erlangen – Bamberg – Lichtenfels – Leipzig – Berlin – Rostock – Warnemünde | egy vonatpár |

## Kapcsolódó állomások
A vasútállomáshoz az alábbi állomások vannak a legközelebb:
- Fürth-Unterfürberg (Würzburg Hauptbahnhof, Fürth (Bay) Hbf–Würzburg Hbf railway)
- Fürth (Bay) Gbf (1876. augusztus 1. – , Nürnberg Hauptbahnhof, Nürnberg–Bamberg-vasútvonal)
- Fürth-Unterfarrnbach Abzw (1876. augusztus 1. – , Bahnhof Bamberg, Nürnberg–Bamberg-vasútvonal)
- Fürth Westvorstadt (1939–, Cadolzburg, Rangaubahn)
- Fürth (Bay) Gbf (1910. október 1. – , Nuremberg Rbf, Nuremberg Rbf–Fürth Hbf railway)
- Fürth (Bay) Gbf (2010. december 18. – , Nürnberg Hauptbahnhof, Nuremberg Hbf–Fürth (Bay) Hbf railway)
- Fürth-Klinikum (Fürth-Klinikum, Nuremberg Hbf–Fürth (Bay) Hbf railway)